# Sabine Doering
Sabine Doering (* 1961) ist eine deutsche Literaturwissenschaftlerin.

## Leben
Doering studierte an den Universitäten Göttingen und Genf Germanistik und evangelische Theologie. Sie promovierte 1991 in Göttingen mit einer von Christian Wagenknecht betreuten Dissertation über Friedrich Hölderlin. Anschließend war sie als wissenschaftliche Mitarbeiterin an der Universität Regensburg tätig, wo sie sich 1998 mit einer Studie über weibliche Faust-Figuren habilitierte. 1999 übernahm sie eine Gastprofessur an der Wesleyan University in Connecticut. Von 2001 bis 2021 war sie Professorin für Neuere deutsche Literaturwissenschaft an der Universität Oldenburg, nachdem sie im Wintersemester 2000/01 ebendort bereits eine Lehrstuhlvertretung wahrgenommen hatte. Während dieser Zeit übernahm sie auch verschiedene Leitungsaufgaben innerhalb der Universität: Sie war Direktorin des Instituts für Germanistik, Studien- und Prodekanin der Fakultät für Sprach- und Kulturwissenschaften und in den Jahren 2008 und 2009 Vizepräsidentin für Studium und Lehre. Sie war als Gastwissenschaftlerin mehrfach an der University of Sydney und in den Jahren 2014 und 2015 als Residential Fellow am Notre Dame Institute for Advanced Study (NDIAS) der University of Notre Dame.
Von 2010 bis 2018 war Doering Präsidentin der Hölderlin-Gesellschaft, deren Vorstand sie bis 2022 weiterhin angehörte. Von 2012 bis 2019 war sie Mitherausgeberin des Hölderlin-Jahrbuchs, nachdem sie von 1998 bis 2009 bereits das Kleist-Jahrbuch mitherausgegeben hatte. Seit 1997 schreibt Doering als freie Literaturkritikerin, unter anderem für die Frankfurter Allgemeine Zeitung.

## Forschung
Doering forscht insbesondere zur deutschen Literatur um 1800: Hölderlin, Kleist, Aufklärung, Klassik, Romantik. Sie war außerdem Mitglied des Stiftungsrats der Joachim-Ringelnatz-Stiftung.

## Werke

### Monographien
- Aber was ist diß? Formen und Funktionen der Frage in Hölderlins dichterischem Werk. Vandenhoeck & Ruprecht, Göttingen 1992, ISBN 978-3-525-20568-6.
- Kompaktwissen. Heinrich von Kleist. Reclam, Stuttgart 1996. Überarbeitete Neuauflage 2009, ISBN 978-3-15-015209-6.
- Die Schwestern des Doktor Faust. Eine Geschichte der weiblichen Faustgestalten. Wallstein, Göttingen 2001, ISBN 978-3-89244-399-5.
- (zusammen mit Gerhard Schulz) Klassik. Geschichte und Begriff. C.H. Beck, München 2003, ISBN 978-3-406-50829-5.
- (zusammen mit Klaus Dörner und Gerhard Fichtner) Aus der Klinik ins Haus am Neckar. Der ›Fall‹ Hölderlin. Klöpfer & Meyer, Tübingen 2013, ISBN                                                             978-3-86351-328-3.
- Friedrich Hölderlin. Biographie seiner Jugend. Wallstein, Göttingen 2022, ISBN 978-3-8353-5151-6.

### Herausgeberschaften
- Resonanzen. Festschrift für Hans Joachim Kreutzer zum 65. Geburtstag. Hg. mit Waltraud Maierhofer und Peter Philipp Riedl. Königshausen & Neumann, Würzburg 2000, ISBN 978-3-8260-1882-4.
- Hölderlin und Leopardi. Hg. mit Sebastian Neumeister. Tübingen und Eggingen 2011, ISBN 978-3-86142-534-2.
- Orpheus und Sappho auf Lesbos. Festgabe für Bernhard Böschenstein. Hg. mit Michael Franz und Valérie Lawitschka. Tübingen und Eggingen 2011, ISBN 978-3-86142-540-3.
- Ulrich Gaier: Hölderlin-Studien. Hg. mit Valérie Lawitschka. Edition Isele und Hölderlin-Gesellschaft, Tübingen und Eggingen 2014, ISBN 978-3-86142-586-1.
- Unterwegs zu Hölderlin. Studien zu Werk und Poetik. Hg. mit Johann Kreuzer. BIS-Verlag der Carl von Ossietzky Universität Oldenburg, Oldenburg 2015, ISBN 978-3-8142-2323-0.